# Theudoria catalao
Theudoria catalao är en insektsart som beskrevs av Piza Jr. 1977. Theudoria catalao ingår i släktet Theudoria och familjen vårtbitare. Inga underarter finns listade i Catalogue of Life.